# SoulJa
SoulJa（1983年11月1日—）是日本創作歌手、說唱（Rap）歌手。2007年，日本環球唱片與他簽約，分屬G.P.R事務所。SoulJa原名中野和雄，母親是比利時人。

## 唱片目錄

### 單曲
1. DOGG POUND（2007年2月28日）
2. Rain（2007年6月20日）
3. （2007年9月19日）
4. 記念日・home（2008年10月15日）
5. ONE TIME feat. 一星 & 沖仁（2009年1月21日）
6. Way to love （2010年1月20日）
7. （2010年4月14日）

### 專輯
1. First Contact（2005年11月1日）
2. First Contact (2nd)（2006年1月11日）
3. Spirits（2007年11月14日）
4. Spirits X'tended（2008年6月18日）
5. COLORZ（2009年2月25日）

## 外部連結
- SoulJa Official web site
- 日本環球唱片 SoulJa 官方網站（页面存档备份，存于）